# Torsten Engberg
Torsten Reinhold Engberg, född 28 maj 1934 i Norrfjärdens församling i Norrbottens län, död 7 februari 2018 i Simrishamn, var en svensk militär (generallöjtnant) och generaldirektör.

## Biografi
Efter studentexamen 1957 blev han fänrik 1959 och tjänstgjorde vid Vaxholms kustartilleriregemente 1959–1964. Åren 1964–1965 tjänstgjorde han vid Marinstaben, studerade 1966–1968 vid Militärhögskolan och tjänstgjorde 1968–1969 vid Försvarsstaben. Åren 1969–1974 tjänstgjorde han i staben vid Östra militärområdet, befordrad till major 1971 och överstelöjtnant 1972. Han var chef för Kustjägarskolan 1974–1976 och ställföreträdande sektionschef vid Försvarsstaben 1976–1980. Han befordrades 1980 till överste och var 1980–1982 chef för Gotlands kustartilleriförsvar. År 1982 befordrades han till överste av första graden och var 1982–1984 stabschef i Västra militärområdet. Han befordrades 1984 till generalmajor och var chef för Marinstaben 1984–1987. År 1987 befordrades han till generallöjtnant och var 1987–1991 chef för Försvarsstaben. Åren 1991–1994 var han militärbefälhavare för Mellersta militärområdet. Han var generaldirektör och chef för Fortifikationsverket 1994–1999.
Torsten Engberg invaldes 1979 som ledamot av Kungliga Örlogsmannasällskapet och 1983 som ledamot av Kungliga Krigsvetenskapsakademien.
Engberg var son till Amandus Engberg och Märta Johansson. Han gifte sig 1962 med slöjdkonsulent Gun Zander (född 1941).

## Utmärkelser
- Storkors av Norska förtjänstorden (1 juli 1992)[3]